# Porta Cristina
La Porta Cristina, à Cagliari, est une porte d'accès au quartier Castello qui relie le Viale Buoncammino, où se trouve la prison historique, à la Piazza Arsenale. 

## Histoire

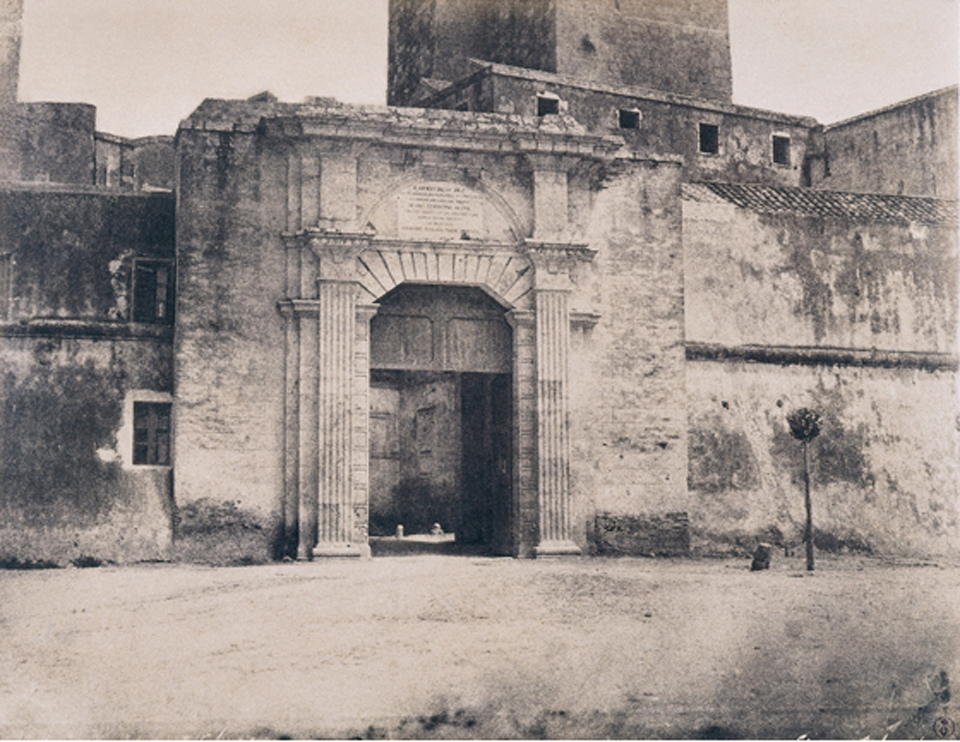
Porta Cristina en 1854

La Porta Cristina a une architecture dont les lignes s'inspirent de la façade intérieure de la Porta Pia à Rome.  
L'actuelle Porta Cristina a remplacé la Porta del Soccorso, datant du XVIIe siècle, et a été construite en 1825 en style néoclassique, selon un projet du comte Carlo Pilo Boyl approuvé par le roi Carlo Felice di Savoia. La porte s'appelait Cristina en l'honneur de la reine Maria Cristina, épouse de Carlo Felice. 

## Articles associés
- Cagliari